# 질병 데이터베이스
질병 데이터베이스(Diseases Database)는 의학적 상태와 증상, 그리고 치료에 대한 정보를 무료로 제공하는 웹사이트다. 이 데이터베이스는 영국 런던에 기반을 둔 중소기업인 Medical Object Oriented Software Enterprises Ltd에 의해 운영되고 있다.